# 자연사 연표

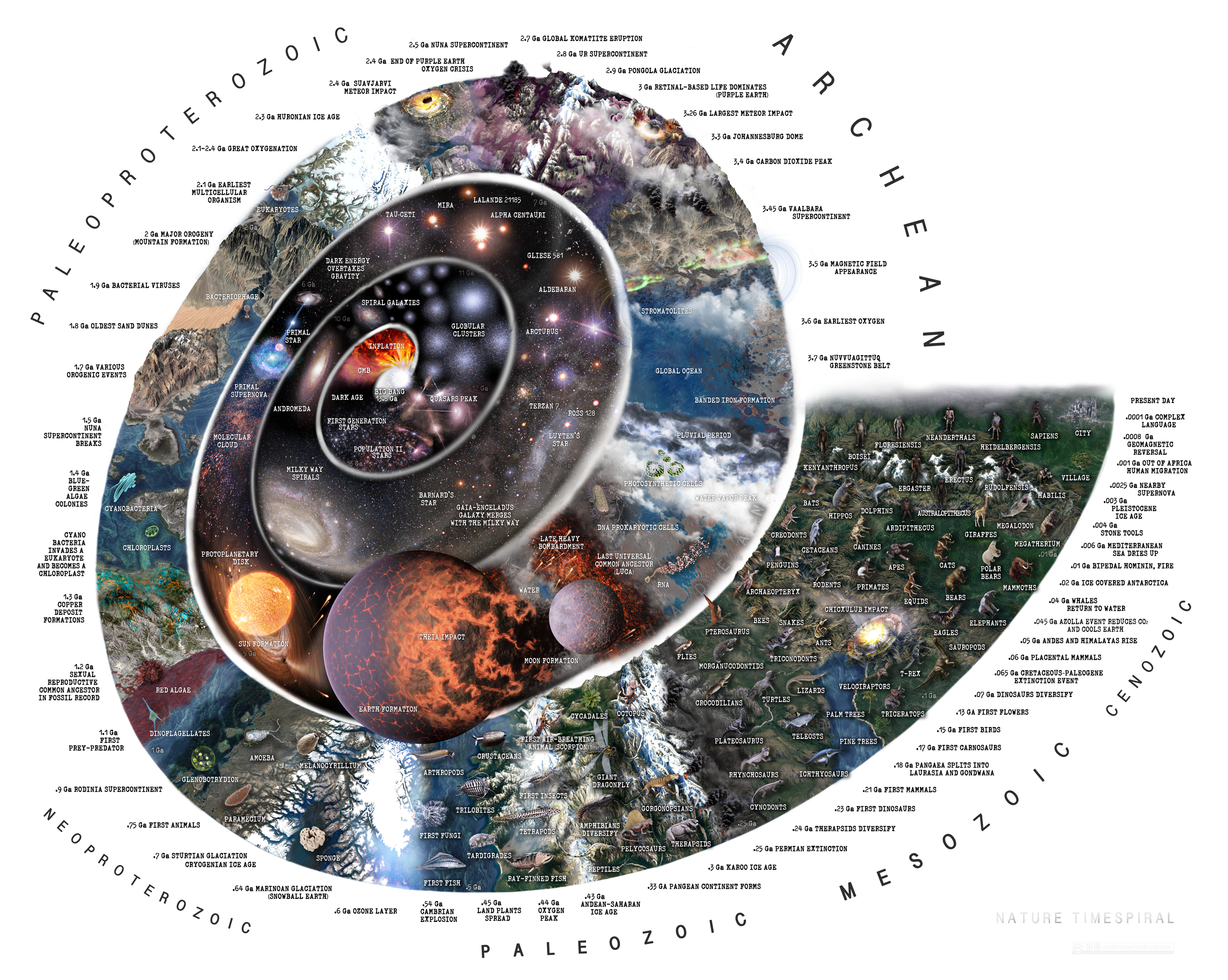

지질기록은 행성의 지각에 있는 암석의 지층으로서 존재한다. 지질학은 지구의 역사와 형성을 밝히기 위해 암석의 나이와 기원에 관심을 기울인다. 지질시간은 행성의 지질학적 역사에서 날짜를 계산하기 위한 시간척도이며, 지구의 기원은 지금으로부터 약 46억 년 전으로 추산된다.
방사능 연대측정법은 물체의 방사성 원소의 지속적 붕괴를 측정하여 그 물체의 나이를 결정하는 방법으로, 지질기록에서 오래된 부분에 대해 날짜를 계산하는 데 사용된다. 이론적으로 매우 복잡하지만, 본질은 물체 안의 방사성 원소는 붕괴하여 각기 동위원소를 형성한다는 것이다. 동위원소는 일반적인 성질은 공유하지만 원자 질량이 다른 원소다. 지질학자들은 주로 탄소-14가 질소-14로 붕괴하는 것과 칼륨-40이 아르곤-40으로 붕괴하는 것을 사용한다. 탄소-14 측정법은 대략 5만 년 전 이후의 유기물질에 대해 사용된다. 더 오래된 기간에 대해서는 칼륨-아르곤 연대측정법이 사용된다. 방사능 연대측정은 기본적으로 물질에서 붕괴 이전과 붕괴 이후의 동위원소가 얼마나 많이 발견되는지 측졍하는 것이다. 양자의 비율을 통해 시료의 연대를 추정한다. 탄소연대측정을 위해 적합한 시료로는 목재, 목탄, 종이, 직물, 화석 등이 있다.
암석은 만들어진 순서에 따라 층층이 존재하며, 일반적으로 아래쪽일수록 오래된 층일 것으로 추정된다. 이것이 층서학의 기본이다. 보다 최근의 지층의 연대는 주로 암석 속에 보존된 고대 생명의 잔해인 화석을 연구하여 계산된다. 화석은 계속 발견되고 있기 때문에 이론이 유동적이다. 비교적 최근의 지질시대 경계는 기존 우점종(예컨대 공룡)의 절멸과 신종의 출현(예컨대 유인원)과 일치한다.

## 태양계의 초기 형성사
태양계 역사의 극초기에 태양, 미행성, 그리고 목성형 행성들이 형성되었다. 태양계 내부는 외부에 비해 응집이 늦어 지구형 행성들은 아직 형성되지 않았다.
- c. 45억 7000만 년 전 – 초신성 폭발이 중원소를 제공하고, 초신성의 충격파로 우리은하의 특정 지역의 밀도가 높아진다. 운석의 구성물질 중 콘드률보다 200만 년 먼저 형성된 칼슘-알루미늄 포유물(CAI)이[1] 초신성 폭발의 중요 징후다. CAI는 태양계에서 가장 오래된 고체다.
- c. 45억 6700만 ±300만 년 전 – 우리은하 중심으로부터 약 2만 5000 광년 떨어진 은하 거주가능 영역의 한 지점에서 수소 분자운이 중력붕괴하여 3세대 1종족 항성이 만들어진다. 태양이다. 이 때 이온화 원시 행성계 원반 속에서 CAI가 형성되었다.[2]
- c. 45억 6600만 ±200만 년 전 – 황소자리 T형 항성 단계에 접어든 젊은 태양 주위로 원시 행성계 원반이 형성된다.
- c. 45억 6000만–45억 5000만 년 전 – 태양계의 생명체 거주가능 영역에 원시지구가 형성되기 시작한다. 이 시점에서 태양상수는 현재의 73%였다. 원시지구는 대기에 메탄과 이산화탄소 농도가 높았고, 온실효과로 표면상에 벌써 물이 있었을 수도 있다. 전기 대폭격 시대가 시작된다. 태양 주변에 커다란 미행성과 파편들이 가득해서, 지구는 수없이 많은 거대충돌을 겪으며 덩치가 커져간다.

## 선캄브리아 시대
선캄브리아 시대(supereon)는 지구 탄생으로부터 5억 4100만 년 전까지를 말하며, 명왕누대, 시생누대, 원생누대의 세 개 누대(eon)로 나뉜다. 후자의 두 누대는 다시 여러 개의 대(era)로 구분된다. 생명체들이 외골격을 진화시켜 화석으로 남을 수 있게 될 때까지가 선캄브리아 시대에 해당하며, 지구 지질역사의 85%를 선캄브리아 시대가 차지한다.

### 명왕누대
- c. 45억 3300만 년 전 – 달이 만들어진 시대로, 원시지구가 가설상의 원시행성 테이아와 충돌한 결과 달이 만들어졌다고 생각된다. 테이아와 충돌하기 전 원시지구는 지금의 지구와 비교해 훨씬 작았다. 체급이 비슷한 테이아와의 대충돌은 지구 지각을 증발시켰고, 그 물질 일부를 분출시켜 지구 주위로 토성과 같은 고리를 만들었다. 이후 수백만 년에 걸쳐 고리의 물질들이 강착하여 달이 되었다. 달의 지질시대인 선넥타르대가 시작된다. 전기 대폭격 시대의 지구는 테이아를 비롯한 미행성체들에게 엄청나게 두들겨 맞은 에너지, 그리고 형성되기 시작한 행성핵에서 방출되는 에너지로 인해 깊이 200 킬로미터의 마그마 바다로 덮여 있었다. 지각의 탈기체반응으로 지구는 메탄, 질소, 수소, 암모니아, 수증기로 이루어진 대기를 갖게 되었으며, 황화수소, 일산화탄소, 이산화탄소도 대기에 소량 포함되어 있었다. 탈기체가 계속되면서 메탄, 일산화탄소, 이산화탄소, 수증기, 수소가 상당량 방출되어 질소와 암모니아의 비중이 줄어들었다.
- c. 45억 년 전 – 태양이 주계열에 들어서고, 태양풍이 지구와 달 주변을 휩쓸어 남아 있던 파편, 먼지, 가스들을 쓸어내면서 전기 대폭격 시대가 끝난다. 분지군대의 시작.
- c. 44억 5000만 년 전 – 달이 만들어지고 1억 년이 지나 달에 사장암 지각이 형성되어 지하의 마그마와 구분된다. 지구 최초의 지각도 비슷한 물질로 비슷하게 형성되었으리라 생각된다. 지구에서는 강우기가 시작되어 지각이 계속 냉각되고 바다가 만들어진다.
- c. 44억 400만 년 전 – 웨스턴오스트레일리아주 잭힐스에서 발견된 가장 오래된 광물이 만들어진 시기. 퇴토 지르콘은 고체 지각과 액체 물의 존재를 시사한다. 지구의 부대기가 형성되었을 것으로 생각되는 시기. 부대기는 지각에서 방출된 기체로 인해 생성되었을 것이며, 혜성과 탄질구립운석의 충돌로 유기분자가 공급되었을 것이다.
- c. 43억 년 전 – 넥타르대의 시작.
- c. 42억 년 5000만 년 전 – 가장 오래된 생명의 흔적. 잭힐스에서 발견된 가장 오래된 광상에 가벼운 탄소 동위원소가 이상하게 많은데, 생명의 흔한 징후다.[3]
- c. 41억 년 전 – 임브리아대의 시작. 화구와 소행성이 지구와 달을 두들기던 후기 대폭격 시대의 시작. 후기 대폭격의 원인은 목성과 토성의 궤도곰영으로 인해 지금보다 안쪽에 있던 해왕성이 카이퍼대까지 바깥으로 이동하면서 교란된 소행성체들이 태양계 안쪽으로 쏟아져 내린 것으로 생각된다.[4] 웨스턴오스트레일리아에서 발견된 41억년짜리 암석에서 "생물학적 생명(Biotic life)의 흔적"이 발견되었다.[5][6] 생명이 지구에서 이렇게 빨리 등장할 수 있었다면, 우주적으로도 생명은 흔한 것일 수도 있다.[5]
- c. 40억 3000만 년 전 – 아카스타 편마암. 캐나다 노스웨스트 준주에서 발견된, 가장 오래된 암석 또는 광물 덩어리.

## 현생누대

### 중생대

#### 트라이아스기

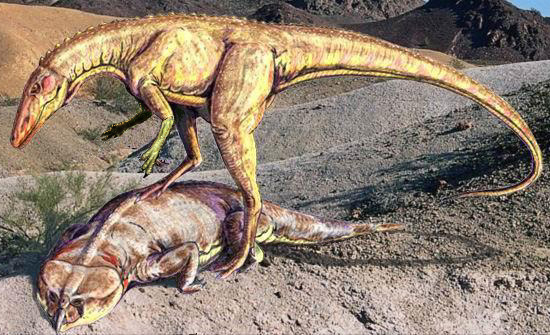

- c. 2억 5190만 2000 년 ± 40만 년 전 – 중생대 해양혁명의 시작.
- c. 2억 4500만 년 전 – 어룡의 출현.
- c. 2억 4000만 년 전 – 키노돈트와 린코사우루스가 분화.
- c. 2억 2500만 년 전 – 최초의 공룡과 진골어류가 진화.
- c. 2억 2000만 년 전 – 최초의 악어와 파리가 출현.
- c. 2억 1500만 년 전 – 최초의 거북이 출현. 목이 긴 용각아목 공룡(플라테오사우루스)과 육식성 수각아목 공룡(코엘로피시스)의 출현. 최초의 포유류가 출현.
- c. 2억 1000만 년 전 – 최초의 엘라스모사우루스과 장경룡이 출현.

#### 쥐라기

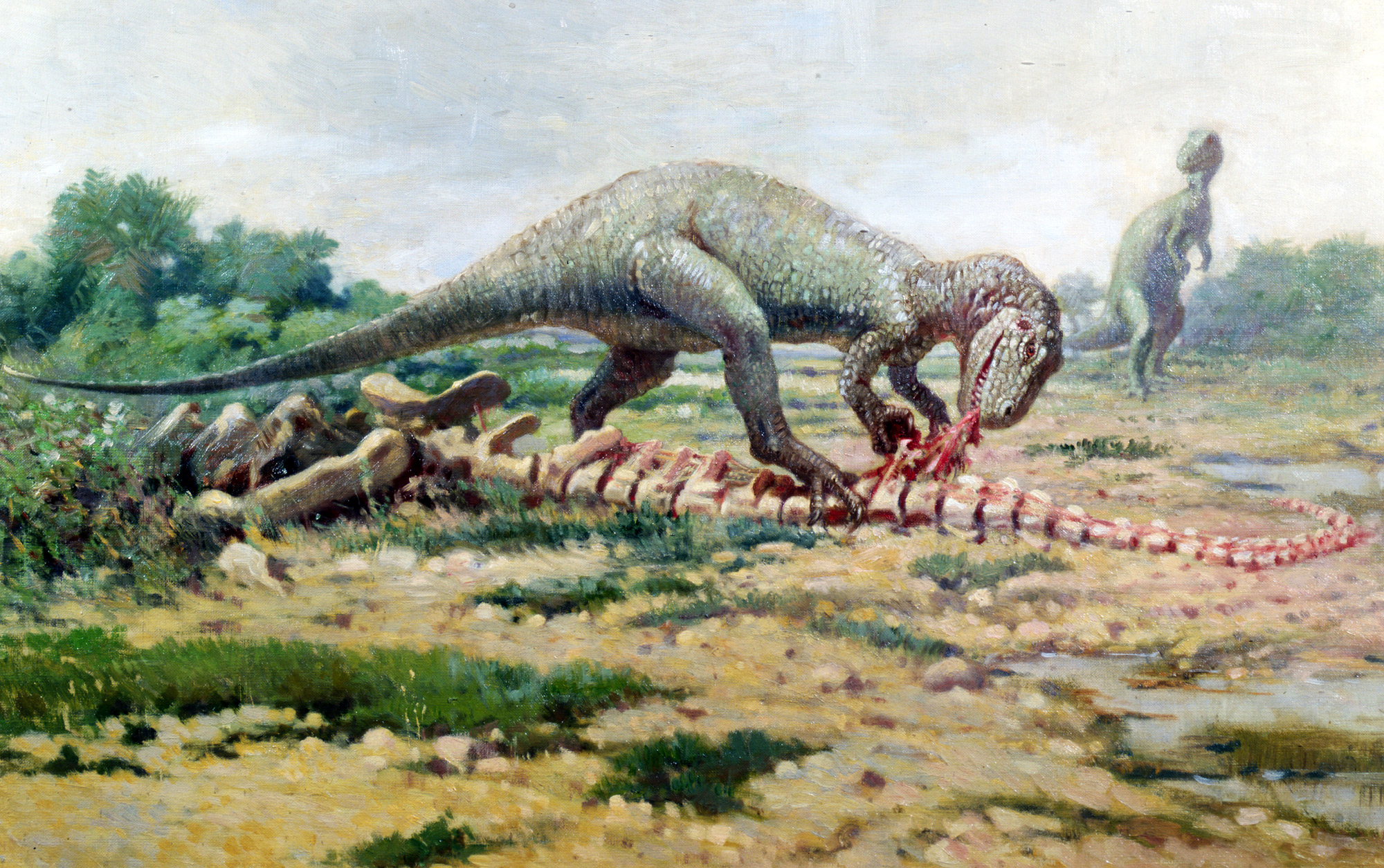

- c. 2억 130만 년 ± 60만 년 전 – 트라이아스기-쥐라기 대량절멸. 쥐라기에는 디플로도쿠스, 브라키오사우루스 같은 가장 거대한 공룡들이 진화했고, 또한 이족보행 육식공룡인 카르노사우루스류(알로사우루스 등)도 번성했다. 조반목 공룡들도 다양하게 분화했다.
- c. 1억 9900만 년 전 – 유린목의 진화. 장지뱀의 출현.
- c. 1억 9000만 년 전 – 필로사우루스의 진화. 다양한 원시 해양 무척추동물의 진화.
- c. 1억 8000만 년 전 – 판게아가 북쪽의 로라시아와 남쪽의 곤드와나로 분리되다.
- c. 1억 7600만 년 전 – 검룡의 출현.
- c. 1억 7000만 년 전 – 도롱뇽과 영원이 진화하다. 키노돈트가 절멸하다.
- c. 1억 6500만 년 전 – 가오리가 출현하다.
- c. 1억 6400만 년 전 – 최초의 활강비행 포유류 볼라티코테리움의 화석.
- c. 1억 6100만 년 전 – 각룡의 출현.
- c. 1억 5500만 년 전 – 조류와 트리코노돈의 출현. 검룡과 수각룡이 다양하게 분화하다.
- c. 1억 5300만 년 전 – 소나무가 출현하다.

### 신생대

#### 고진기

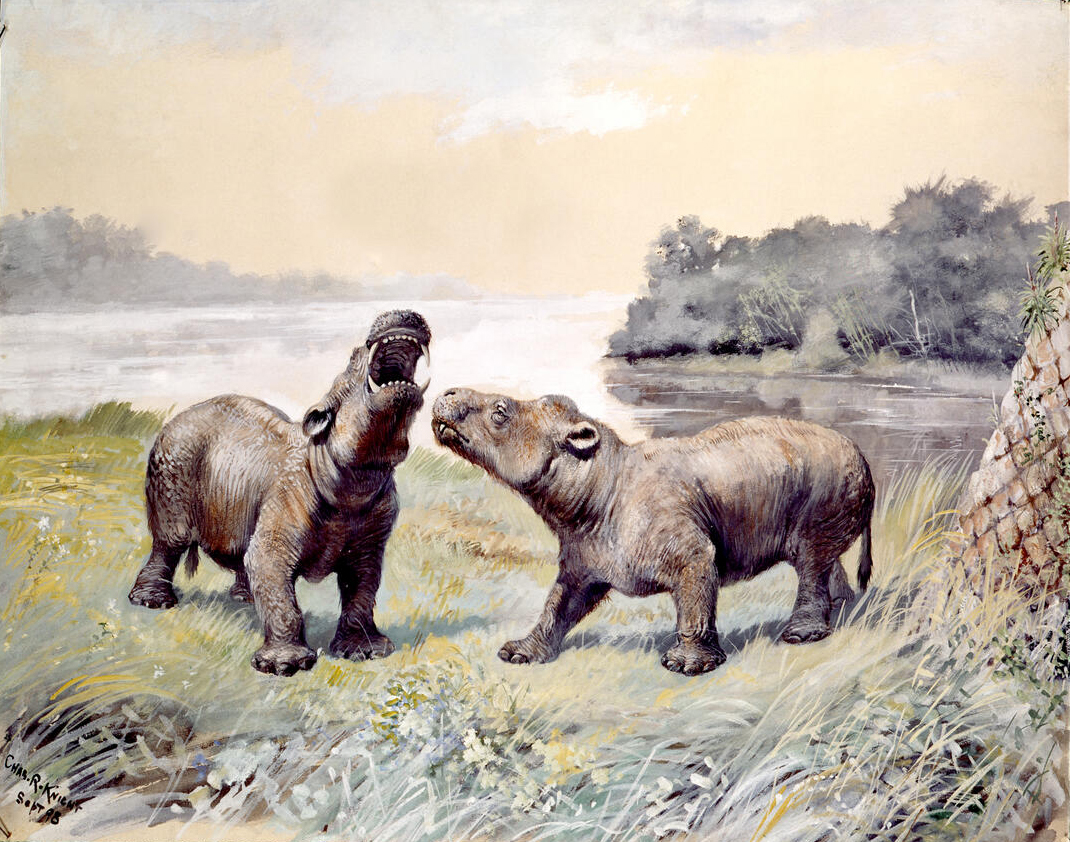

- c. 630만 년 전 – 육치목 동물의 출현.
- c. 620만 년 전 – 펭귄의 출현.
- c. 600만 년 전 – 영장목과 미아키스과의 진화. 날지 못하는 새들이 다양하게 번창.
- c. 560만 년 전 – 가스토르니스의 진화.
- c. 550만 년 전 – 인도 아대륙이 아시아 대륙과 충돌, 히말라야산맥과 티베트고원이 치솟아오르다. 현생 조류 대부분이 이 무렵 출현. 고래의 조상이 출현. 설치류, 토끼목, 아르마딜로, 해우류, 장비류, 기제류, 우제류, 청상아리가 출현. 속씨식물이 다양하게 번창.
- c. 525만 년 전 – 연작류의 출현.
- c. 520만 년 전 – 박쥐의 출현.
- c. 500만 년 전 – 아프리카 대륙이 유라시아 대륙과 충돌, 테티스해가 닫히다. 고양이와 개의 조상들이 분화. 영장류가 다양하게 번창. 브론토테리움, 맥, 코뿔소가 진화.
- c. 490만 년 전 – 고래가 바다로 돌아가다.
- c. 450만 년 전 – 북미대륙에서 낙타가 진화.
- c. 400만 년 전 – 협비원류의 시대. 개과동물의 출현. 인시목 곤충의 분화. 가스토르니스가 절멸. 바실로사우루스의 진화.
- c. 370만 년 전 – 님라부스과의 출현.
- c. 339만 ± 10만 년 전 – 에오세의 끝, 올리고세의 시작.
- c. 350만 년 전 – 초원이 처음으로 출현하다. 조치수, 땅늘보, 페커리, 개, 수리, 수리매가 진화하다.
- c. 330만 년 전 – 주머니늑대과 유대류가 진화하다.
- c. 300만 년 전 – 브론토테리움이 절멸하다. 돼지가 진화하다. 남미대륙이 남극대륙과 분리되다.
- c. 280만 년 전 – 파라케라테리움이 진화하다. 사다새가 출현하다.
- c. 260만 년 전 – 좁은 의미에서의 장비류가 출현하다.
- c. 250만 년 전 – 사슴이 출현하다. 고양이가 진화하다(프로아일루루스).
- c. 240만 년 전 – 기각류가 출현하다.

#### 제4기

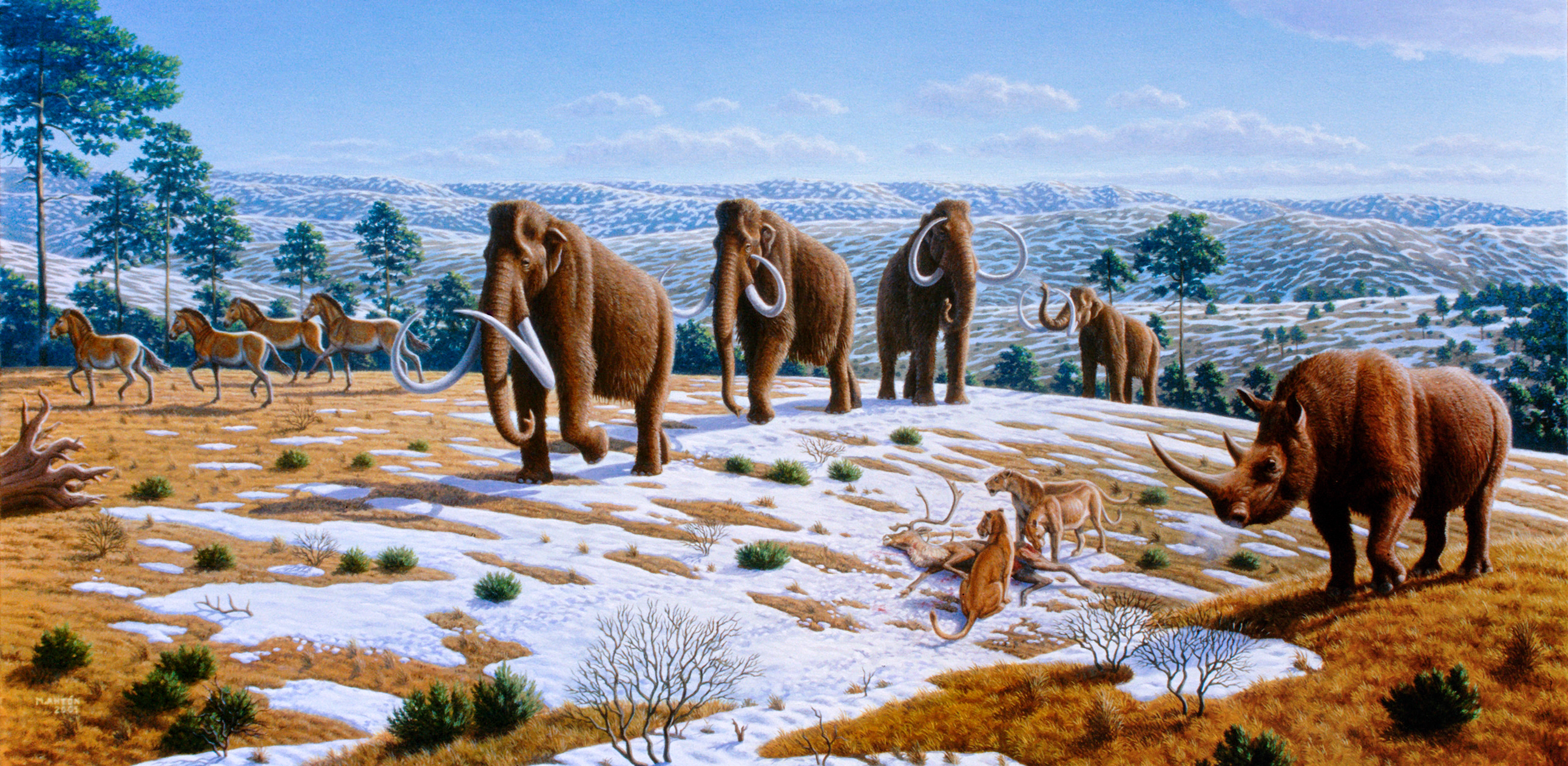

- c. 258만 ± 5000년 전 – 플라이스토세의 시작. 사람속과 스밀로돈의 출현. 석기시대의 시작.
- c. 240만 년 전 – 남미대륙의 아마존강이 현재의 모양을 갖추다.
- c. 200만 년 전–150만 년 전 – 콩고강 유역이 현재의 모양을 갖추다.
- c. 190만 년 전 – 가장 오래된 호모 에렉투스 화석. 진화 자체는 좀더 오래 전, 200만 년 전쯤에 했을 것으로 추정된다.
- c. 170만 년 전 – 오스트랄로피테쿠스속이 절멸하다.
- c. 180만 년 전–80만 년 전 – 제1차 아프리카 기원. 호모 에렉투스가 아프리카에서 유라시아로 진출하다.
- c. 150만 년 전 – 호모 에렉투스가 불을 사용한 것으로 보이는 가장 오래된 증거.
- c. 120만 년 전 – 호모 안테세소르가 진화하다. 파란트로푸스속이 절멸하다.
- c. 79만 년 전 – 호모 에렉투스가 불을 명백하게 사용한 것으로 보이는 가장 오래된 증거.
- c. 70만 년 전 – 지구 자기장의 마지막 역전.
- c. 70만 년 전 – 현생인류의 혈통에서 갈라져 나간 가장 오래된 고생인류. 이들은 3만 5000년 전쯤에 사하라 이남 아프리카인들의 게놈으로 흡수되었다.[7]
- c. 64만 년 전 – 옐로스톤 칼데라가 분화하다.
- c. 60만 년 전 – 하이델베르크인이 진화하다.
- c. 50만 년 전 – 큰곰이 출현하다.
- c. 31만 5000년 전 – 중기 구석기 시대의 시작. 아프리카에 호모 사피엔스가 출현하다.

## 같이 보기
- 연대 측정
- 지질연대학